# Yulon Motor
La Yulon Motor Co., Ltd. è una casa automobilistica taiwanese con sede a Sanyi, Miaoli, fondata nel settembre 1953.

## Storia
Fondata come Yue Loong Machinery Co., Ltd. il 10 settembre del 1953 da Yen Ching-ling, giovane neo laureato in ingegneria presso l'Università Tecnica di Berlino, la Yulon è stata la prima azienda automobilistica di Taiwan che nacque in un periodo in cui nemmeno esisteva una domanda di automobili in un paese che fondava la propria economia sulla produzione agricola. La prima vettura entra in produzione nel settembre del 1956 e fu la Willys JP su licenza dell'americana Willys che veniva assemblata con la totalità dei componenti provenienti dall'estero (in particolare da Stati Uniti). Nel 1957 venne firmato un accordo con la giapponese Nissan per produrre su licenza il modello Bluebird a partire dal 1960. Tale accordo sarà di estrema importanza per il costruttore taiwanese in quanto sarà la base per la produzione automobilistica fino agli anni recenti.  
Nel 1962 entrano in produzione i modelli Nissan Sunny e la nuova generazione della Bluebird; due anni più tardi inizia l’assemblaggio della Cedric hardtop.
All'inizio del 1971, la 100.000 vettura uscì dalla catena di montaggio e il fondatore Yen acquisì 350 ettari di terreno a Sanyi Township, nella contea di Miaoli, nel tentativo di centralizzare la produzione. Sfortunatamente il fondatore Yen venne a mancare quando il progetto della fabbrica a Sanyi era a metà strada, e sua moglie Vivian Shun-wen Wu ha assunto da sola la responsabilità principale nella gestione della Yulon Motor; fu una delle prime donne a raggiungere una posiziona aziendale così elevata nel paese. 

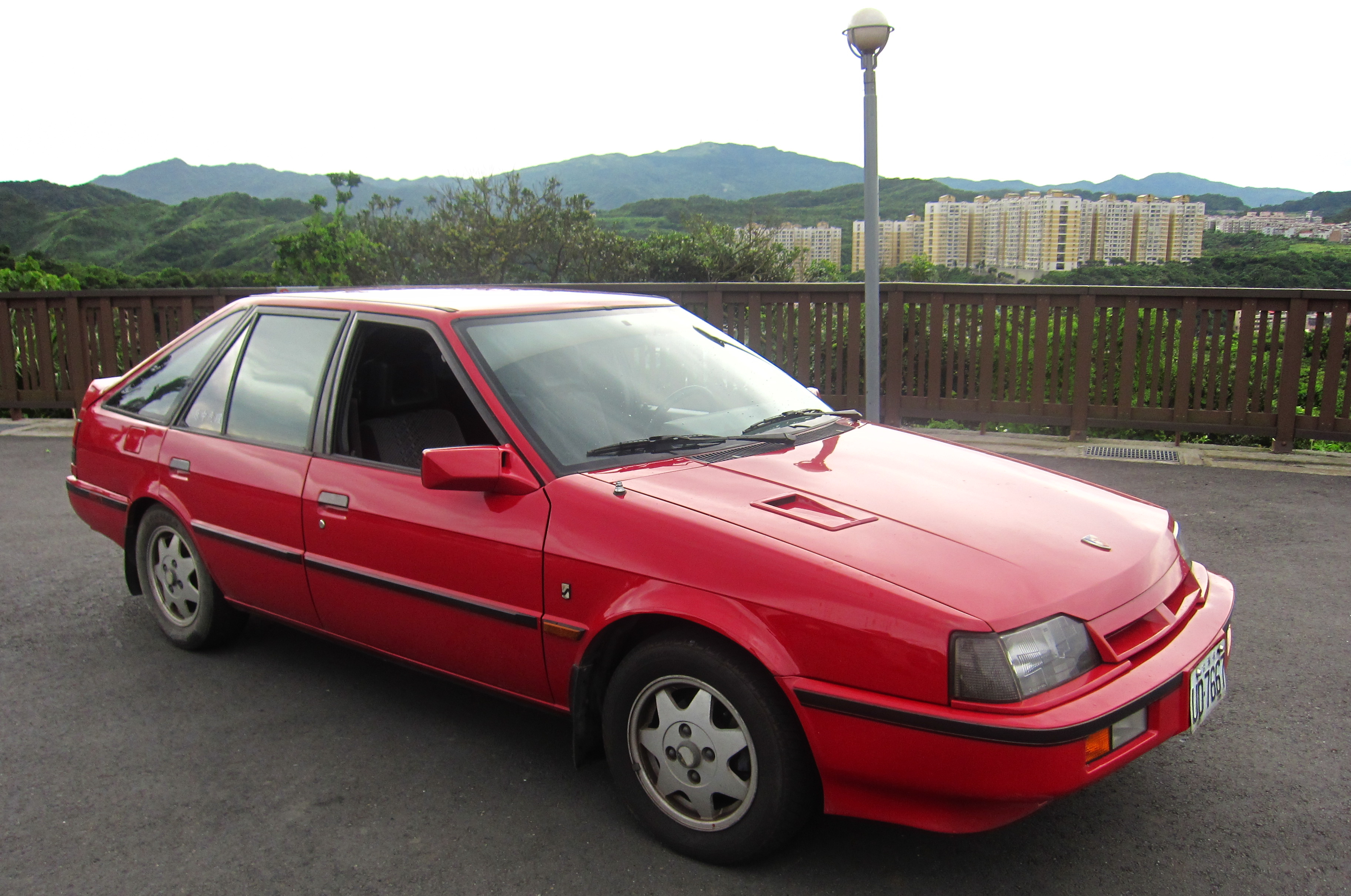
La Yue Loong Feeling, prima vettura a marchio Yulong del costruttore

Vivien Shun-wen Wu accelerò lo sviluppo dell'industria automobilistica taiwanese, promuovendo progetti di ricerca e sviluppo di automobili interamente localizzate e investendo in impianti di stampaggio, lastratura, verniciatura e fonderie per la produzione di motori e trasmissioni. 
L’8 agosto del 1976 l’azienda viene quotata alla Borsa di Taiwan e cambia denominazione in Yulon Motor Co. Ltd.
Nel 1981 venne fondata la "Yulon Engineering Center", che divenne il primo moderno centro di ricerca e sviluppo automobilistico per l'industria automobilistica taiwanese.
Lo Yulon Engineering Center, che contava oltre 300 ingegneri, ha presentato il suo primo modello di vettura denominato "Yue Loong Feeling 101" il 25 ottobre 1986 basato su pianale e motorizzazioni Nissan. Sviluppata in un periodo di 5 anni, la vettura entra in produzione e nel dicembre dello stesso anno e le ambizioni del costruttore erano di esportarla anche nei paesi del sud est asiatico ed in Europa. Nel 1987 la vettura viene esposta anche al Motor Show di Tokyo.
Successivamente entrano in produzione numerosi altri modelli Nissan su licenza come la berlina Sentra e l'ammiraglia Cefiro. La casa giapponese inoltre commissiona alla Yulon la realizzazione di versioni locali specifiche dell’utilitaria Nissan Micra con carrozzeria 5 porte e berlina 4 porte.
Nel 2004 si ha una ristrutturazione aziendale con la scissione delle attività produttive per conto di Nissan nella nuova joint venture denominata Yulon Nissan Motor partecipata al 40% da Yulon Motor e al 60% da Nissan. La neonata joint venture oltre ad assemblare i modelli Nissan è destinata a sviluppare i veicoli della casa giapponese nelle specifiche destinate al mercato cinese, taiwanese e sud est asiatico.
Nel 2005 viene formata la joint venture Yulon GM Motors con il costruttore americano General Motors per la produzione e la vendita di veicoli a marchio Buick, Opel e Cadillac.
Sempre nel 2005 nasce il centro ingegneristico Haitec che collabora con numerose aziende locali di elettronica per lo sviluppo di veicoli con tecnologia di connessione internet. 
Dopo il fallimento dei propri modelli Feeling la Yulon inizia a lavorare ad una propria gamma di vetture progettate in proprio e nel 2009 viene fondata la Luxgen Motor che produrrà e commercializzerà autovetture anche in Cina tramite la joint venture Dongfeng Yulon al 50% con Dongfeng Motor Corporation.
Nello stesso anno la casa fonda la sussidiaria Tobe focalizzata nella commercializzazione di autovetture low cost di origine Geely. Il primo modello lanciato sarà la Tobe M’Car, versione rimarchiata e assemblata su licenza in Taiwan della Geely LC. Di tale vettura la Yulon ne studierà anche una versione elettrica con batterie agli ioni di litio senza tuttavia entrare mai in produzione.